# Тамбовське (Кабардино-Балкарія)
Тамбовське (рос. Тамбовское) — село у Терському районі Кабардино-Балкарії Російської Федерації.
Орган місцевого самоврядування — сільське поселення Тамбовське. Населення становить 847 осіб.

## Історія
Згідно із законом від 27 лютого 2005 року органом місцевого самоврядування є сільське поселення Тамбовське.

## Населення
| 1926 | 2002 | 2010 |
| ---- | ---- | ---- |
| 657  | ↗821 | ↗847 |